# Danila Vassilieff

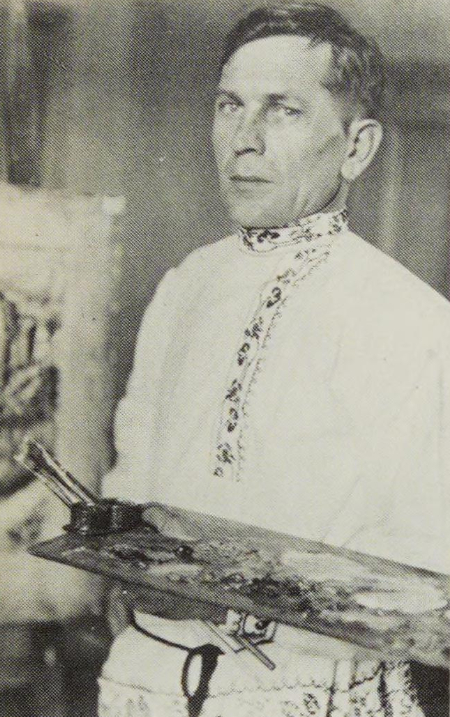
Danila Vassilieff mit einem bestickten russischen Hemd und einem goldenen Ohrring in Sydney, 1936

Danila Ivanovich (Daniel) Vassilieff (* 28. Dezember 1897 in Kagalnizkaja, heute Oblast Rostow (damals Oblast des Don-Heeres) in Russland; † 22. März 1958 in Bulleen, Victoria, Australien) war ein in Russland geborener australischer Maler und Bildhauer. Er wurde als „Vater des australischen Modernismus“ bezeichnet.

## Leben
Danila Vassilieff wurde in eine Kosakenfamilie hineingeboren und besuchte eine technische Schule in Nowotscherkassk sowie eine Militärakademie in St. Petersburg, wo er sich auf Maschinenbau spezialisierte. Im Ersten Weltkrieg diente er an der Ostfront und kämpfte später im russischen Bürgerkrieg auf Seiten der Weißen Armee. Nach seiner Gefangennahme durch die Rote Armee 1920 gelang ihm die Flucht über Persien und Indien nach China.
1923 wanderte Danila Vassilieff nach Australien aus und ließ sich mit seiner Frau in Queensland nieder. Nach verschiedenen Tätigkeiten in Australien und künstlerischen Studien in Brasilien und Europa kehrte er 1935 nach Australien zurück und ließ sich in Sydney nieder, wo er eine erfolgreiche Karriere als expressionistischer Maler begann. Seine Werke zeichnen sich durch lebhafte Darstellungen des städtischen Lebens und der Natur aus, oft in einem rauen, ikonenhaften Stil. Er wurde ein prominentes Mitglied der australischen Kunstszene und beeinflusste mit seiner direkten und leidenschaftlichen Herangehensweise an Kunst und Kreativität eine jüngere Generation von Künstlern wie Sidney Nolan und Albert Tucker.
Danila Vassilieff war auch als Bildhauer tätig und schuf Kalksteinskulpturen, in denen er Einflüsse der russischen Ikonenmalerei mit Motiven der Volkskunst verband. In den 1940er Jahren engagierte er sich gegen kommunistische Tendenzen in der australischen Kunstszene und war eine Schlüsselfigur im Widerstand gegen die versuchte Übernahme der Contemporary Art Society durch die Kommunistische Partei Australiens. Danila Vassilieff unterrichtete Kunst an mehreren Schulen und setzte seine künstlerische Tätigkeit bis zu seinem Tod 1958 fort, obwohl er in den letzten Jahren seines Lebens von der Kunstszene zunehmend ignoriert wurde.
Eine posthume Ausstellung seiner Werke fand 1959 im Museum of Modern Art Australia statt, und heute sind seine Werke in den wichtigsten australischen Kunstsammlungen vertreten. Danila Vassilieff hat die Entwicklung der modernen Kunst in Australien sowohl durch sein Werk als auch durch seine Rolle als Lehrer und Mentor nachhaltig beeinflusst.